# Max-Schmeling-Park
Der Max-Schmeling-Park ist eine Parkanlage im Hamburger Stadtteil Harburg. Er ist nach dem Boxer Max Schmeling benannt.

## Geschichte

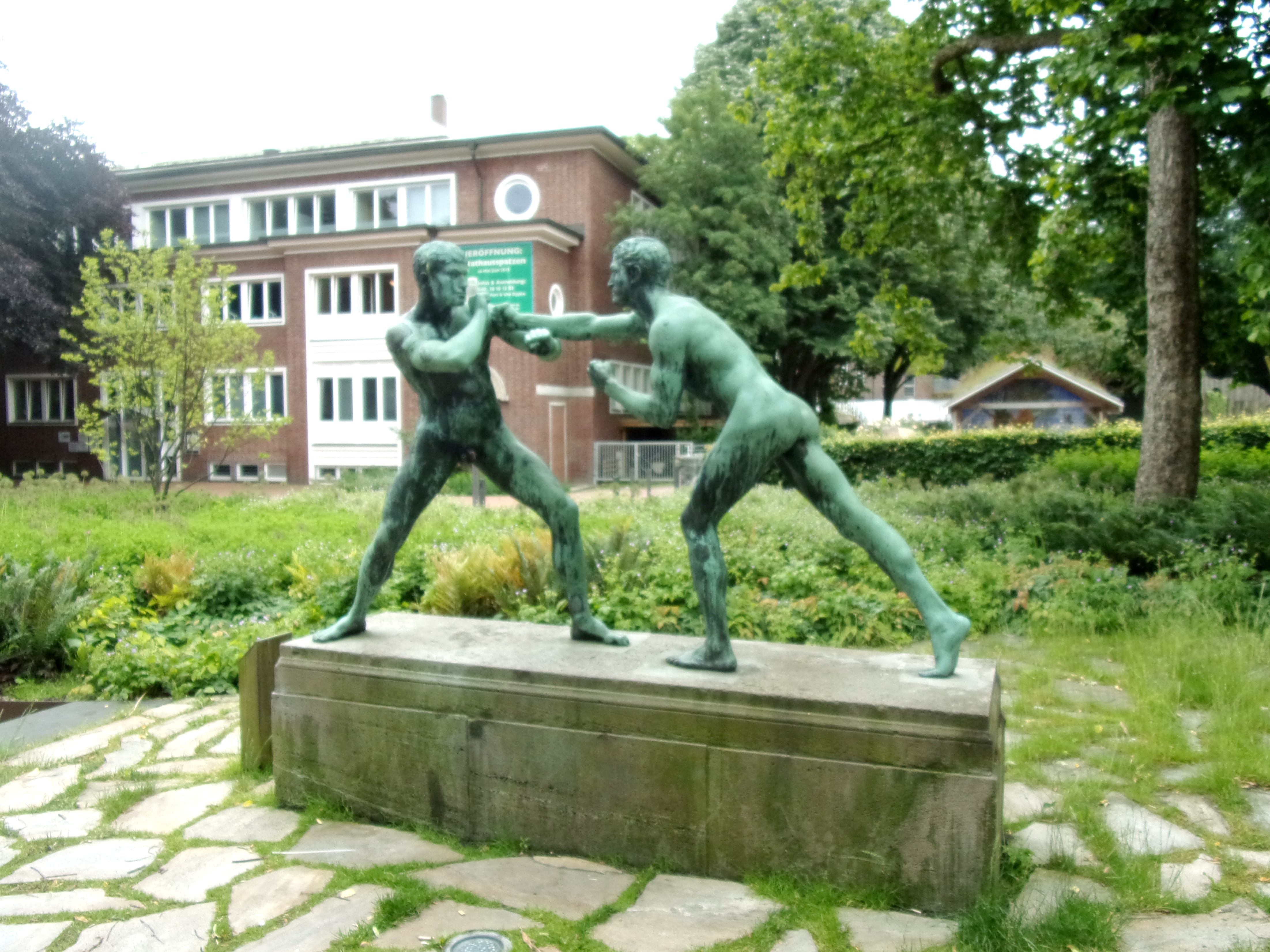
Skulptur „Faustkämpfer“ im Park

1913, bereits vor der Anlegung des Parks, wurde an der Stelle der heutigen Anlage die Skulptur Faustkämpfer von Eberhard Encke aufgestellt. Am 1. September 2011 wurde die Grünfläche, die die Skulptur umgibt, nach Max Schmeling benannt.

## Anlage
Der Park hat nur eine Größe von 0,3 ha, womit er zu den kleinsten Hamburgs gehört. In der Nähe befinden sich das Harburger Rathaus, das Archäologische Museum Hamburg sowie ein Theater.

## Verkehrsanbindung
In der Nähe befindet sich die Bundesstraße 73 sowie der S-Bahnhof Harburg Rathaus, der von den Linien S3 und S5 bedient wird. Zudem gibt es in der Umgebung Bushaltestellen, an denen mehrere Linien verkehren.